# Yang Jiechang
Yang Jiechang (chinesisch 杨诘苍; * 1956 in Foshan, Provinz Guangdong) ist ein chinesischer Künstler, der traditionelle chinesische Maltechniken in zeitgenössische Kunstsprache überführt.

## Leben
Yang Jiechang wuchs während der Kulturrevolution in Foshan auf und erlernte trotz der politischen Umbrüche von seinem Großvater die traditionelle chinesische Kalligrafie. Nach einer Ausbildung am Foshan Folk Art Institute (1973–1978) studierte er an der Guangzhou Academy of Fine Arts (1978–1982) und lehrte dort bis 1988.
Als Angehöriger der ersten post-revolutionären Künstlergeneration erlebte Yang die Öffnung Chinas mit. 1988 emigrierte er nach Europa, nachdem ihn der französische Kurator Jean-Hubert Martin für die Ausstellung „Magiciens de la terre“ (1989) am Centre Pompidou eingeladen hatte. Seit 1989 lebt Yang zwischen Paris und Heidelberg.

## Künstlerische Entwicklung

### Traditionelle Grundlagen und Frühes Schaffen
Yang Jiechangs Kunst wurzelt in der traditionellen chinesischen Malerei, die er jedoch radikal dekonstruiert. Bereits in seiner Studienzeit in Guangzhou zeigte sich seine subversive Haltung – sein Abschlussprojekt „Massacre“ (1982), das die Verwüstungen der Kulturrevolution thematisierte, wurde zensiert. Nach dem Studium zog er sich zeitweise zurück, um bei buddhistischen und daoistischen Meistern zu studieren, was zu einer radikalen Vereinfachung seiner Ausdrucksformen führte.

### Hundred Layers of Ink (1989–1999)
Mit seiner Serie „Hundred Layers of Ink“ erlangte Yang internationale Anerkennung. Diese monumentalen, monochromen Tuschemalereien entstehen durch das schichtweise Auftragen von Tusche auf Xuan-Papier, bis das tiefe Schwarz eine mystische Leuchtkraft entwickelt. Der meditative Schaffensprozess steht dabei für Yang gleichberechtigt neben dem vollendeten Werk.

### Romantik und figurative Wende (seit 2000)
Nach seiner Übersiedelung nach Europa entdeckte Yang die Romantik mit ihrer Suche nach Spiritualität, ihrer Naturverbundenheit und dem Interesse am Unvollendeten. Diese Einflüsse verbanden sich in seinem Werk mit östlicher Spiritualität, vor allem dem Daoismus und prägten seine spätere figurative Malerei, in der er die traditionelle Gongbi-Technik auf Seide verwendet. Werke wie die „Crying Landscape“-Serie (2003), welches er für die Biennale in Venedig geschaffen hatte, verbinden realistische Darstellung mit expressiver Gestik und reflektieren zeitgenössische gesellschaftliche Themen.

### Neuere Arbeiten und interdisziplinäres Schaffen
Ab 2009 erweiterte Yang sein Repertoire mit Installationen wie „Underground Flowers“, die aus 2009 Porzellan-Knochen im Ming-Dynastie-Stil besteht und auf die politischen Veränderungen zwischen 1989 und 2009 anspielt. Ab 2021 schuf er in Zusammenarbeit mit der Manufacture de Sèvres eine Serie von elf Vasen mit dem Titel „Tale of the 11th Day“, die von Boccaccios „Decamerone“ inspiriert ist und eine Utopie in einer von Konflikten geprägten Welt darstellt.

### Kalligrafische Experimente
Yangs kalligrafische Arbeiten brechen bewusst mit der Perfektion traditioneller Schreibkunst. Er verwendet nicht nur chinesische Schriftzeichen, sondern auch westliche Sprachen und integriert absichtliche „Fehler“ als ästhetisches Mittel.

## Ausstellungen (Auswahl)

### Einzelausstellungen
- 2024–2025: Hundred Layers of Ink[2], M+, Hongkong
- 2022: Carte blanche à Yang Jiechang[5], Musée Guimet, Paris
- 2021: Tale of the 11th day[4], Galerie de Sèvres, Paris
- 2019: 3 Souls 7 Spirits, Shanghai Minsheng Art Museum, Shanghai
- 2008 In God We Trust, Stanford University Medical School, Stanford

### Gruppenausstellungen
- 2024: Shanshui: Echoes and Signals, M+[6], Hongkong
- 2022: Encre en Mouvement, Musée Cernuschi, Paris
- 2018: Art and China after 1989[7] : Theater of the World, Solomon R. Guggenheim Museum, New York; Guggenheim-Museum Bilbao, Bilbao; San Francisco Museum of Modern Art, San Francisco
- 2013: Yuandao, Hong Kong Museum of Art, Hong Kong
- 2013: Ink Art: Past as Present in Contemporary China, Metropolitan Museum of Art[8], New York
- 2003: Zone of Urgency, 50. Biennale di Venezia, Venedig
- 2002: Pause, Gwangju Biennale, Korea
- 1990: Chine demain pour hier, Pourrières, Frankreich
- 1989: Les Magiciens de la terre, Centre Pompidou, Paris
- 1989: China Avant-Garde, National Gallery, Peking

## Sammlungen
Werke Yang Jiechangs befinden sich unter anderem in folgenden Sammlungen:
- Metropolitan Museum of Art[9] (New York)
- Brooklyn Museum[10] (New York)
- Centre Georges Pompidou (Paris)
- M+[11] (Hongkong)
- Musée Guimet (Paris)
- HKMOA (Hongkong)
- Guangdong Museum of Art (Guangzhou)
- Fukuoka Art Museum (Fukuoka)
- Solomon R. Guggenheim Foundation
- Pinault Collection